# Il collezionista di carte
Il collezionista di carte (The Card Counter) è un film del 2021 scritto e diretto da Paul Schrader.
Il film, interpretato da Oscar Isaac, Tiffany Haddish, Tye Sheridan e Willem Dafoe, è stato presentato in concorso alla 78ª Mostra internazionale d'arte cinematografica di Venezia.

## Trama
William Tell, un ex carceriere di Abu Ghraib finito in prigione per otto anni in seguito alle violazioni dei diritti umani di cui si è macchiato, si guadagna da vivere come giocatore di poker professionista, impegnando tutto il giorno la mente nel conteggio delle carte e distogliendo così il pensiero da ciò che ha fatto. L'uomo vaga di casinò in casinò e di motel in motel, vivendo alla giornata e cercando di non lasciare tracce della sua presenza nei luoghi in cui pernotta.
 Nel fare ciò incontra La Linda, il cui lavoro è quello di mettere in contatto i giocatori d'azzardo coi finanziatori, tuttavia rifiuta le sue proposte in quanto intenzionato a dare il meno possibile nell'occhio. Un giorno William riconosce a un convegno sulla sicurezza e il controllo nelle carceri il suo vecchio istruttore John Gordo, un maggiore dell'esercito che a differenza sua non è mai stato perseguito e continua a fare soldi insegnando tecniche d'interrogatorio.
La reazione di William viene notata da un ragazzo lì presente, Cirk, il figlio di un torturatore di Bagram che come lui ha imparato dal maggiore e che, al ritorno a casa, era diventato violento e dipendente dall'ossicodone, finendo per rovinare la famiglia e suicidarsi: nel tentativo di distoglierlo dal suo distruttivo proposito di vendetta verso il maggiore, William si offre di diventare il suo mentore.
 Pur di garantire al ragazzo la possibilità di ripagare tutti i suoi debiti e godersi un futuro sereno, William richiama La Linda e accetta la sua proposta: i tre costituiscono dunque una squadra fissa, iniziano a guadagnare molto e il rapporto che li lega diviene sempre più stretto.
Man mano che William continua a macinare successi al tavolo da poker, cerca allo stesso modo di insegnare a Cirk come vivere rinunciando alla vendetta; nel frattempo La Linda cerca di aggiungere nuove prospettive alla vita di William, affinché il gioco non sia più il suo unico e solo interesse. Dopo aver sottoposto Cirk a pressioni molto simili a minacce, egli lo convince ad andare a trovare la madre che lo aveva abbandonato da piccolo e gli consegna il denaro necessario a riprendere gli studi; nel contempo il rapporto fra William e La Linda, che già avevano mostrato una forte attrazione, si trasforma in una vera e propria relazione dopo la promessa fatta da William a Cirk di lasciarsi andare sentimentalmente quando lui avesse accettato di rivedere la madre, ma il ragazzo nonostante gli sforzi e le promesse di William, non abbandona il proposito di vendetta e si presenta a casa del maggiore John Gordo, con il proposito di ucciderlo.
L'agguato tuttavia fallisce: è il militare ad uccidere Cirk con un colpo di pistola. La notizia viene diffusa da tutti i giornali e raggiunge William nel bel mezzo di una partita, da cui va via con l'intento di raggiungere la casa di Gordo.
 Qui irrompe mentre il padrone di casa è assente, interrompe il collegamento elettrico e accoglie Gordo con una pistola. Dopo avergli spiegato il motivo della sua visita, William passa l'intera notte in un macabro gioco di tortura tra lui e il mentore che per primo gli insegnò come torchiare un prigioniero, fino a provocarne la morte. Fatto ciò, William chiama la polizia e si costituisce: nei mesi successivi La Linda non smette di fargli visita in carcere.

## Produzione

### Riprese
Le riprese sono cominciate a Biloxi, nel Mississippi, il 24 febbraio 2020. Il 16 marzo seguente, a cinque giorni dalla fine delle riprese, queste sono state interrotte dopo che una comparsa in una scena con 500 persone era risultata positiva al COVID-19. In un post sul suo profilo Facebook, Schrader ha criticato la scelta dei produttori del film, definendoli dei "rammolliti" (pussified) e dichiarandosi pronto a morire pur di portare a termine le riprese. La subitanea chiusura di tutti i casinò di Biloxi, location del film, a causa dell'allargarsi della pandemia di COVID-19 negli Stati Uniti ha posto fine a ogni tentativo di continuare.
Con l'avvicinarsi delle riprese aggiuntive di Dune in Ungheria, per le quali si era fatto ricrescere la barba, Isaac avrebbe preferito posticipare il riavvio di quelle di The Card Counter a settembre, ma Schrader l'ha convinto a sfruttare la prima finestra di tempo possibile, temendo altrimenti che il film sarebbe rimasto per sempre incompiuto. La lavorazione è dunque ricominciata il 6 luglio 2020, concludendosi il 12 luglio nei tempi prestabiliti.

## Promozione
La prima immagine promozionale del film è stata diffusa online il 18 giugno 2020. Il trailer del film è stato diffuso online il 27 luglio 2021, seguito il 5 agosto da quello in lingua italiana.

## Distribuzione
Dopo essere stato rifiutato da Netflix e Amazon Studios, il film è stato acquisito nel luglio 2020 da Focus Features, da cui viene distribuito nelle sale cinematografiche statunitensi a partire dal 10 settembre 2021.
 In precedenza è stato presentato in anteprima il 2 settembre dello stesso anno in concorso alla 78ª Mostra internazionale d'arte cinematografica di Venezia, venendo distribuito nelle sale cinematografiche italiane da Lucky Red a partire dal giorno seguente.

## Accoglienza
Sull'aggregatore Rotten Tomatoes il film riceve l'87% delle recensioni professionali positive con un voto medio di 7,8 su 10 basato su 102 critiche, mentre su Metacritic ottiene un punteggio di 79 su 100 basato su 40 critiche.

## Riconoscimenti
- 2021 - Mostra internazionale d'arte cinematografica[14]
  - In concorso per il Leone d'oro al miglior film